# Belgian Ladies' Open
Het Belgian Ladies' Open was een golftoernooi voor vrouwen in België, dat deel uitmaakte van de Ladies European Tour. Het toernooi werd opgericht in 1985. Van 1988 tot 1995 werd het toernooi georganiseerd onder de naam European Masters.

## Winnaressen
| Jaar                        | Golfbaan                     | Stad                 | Winnares               |
| Belgian Ladies' Open        | Belgian Ladies' Open         | Belgian Ladies' Open | Belgian Ladies' Open   |
| --------------------------- | ---------------------------- | -------------------- | ---------------------- |
| 1985                        | Royal Waterloo Golf Club     | Lasne                | Laura Davies           |
| Belgian Ladies' Godiva Open |                              |                      |                        |
| 1986                        | Royal Waterloo Golf Club     | Lasne                | Penny Grice-Whittaker  |
| 1987                        | Royal Waterloo Golf Club     | Lasne                | Marie-Laure de Lorenzi |
| Godiva European Masters     |                              |                      |                        |
| 1988                        | Royal Antwerp Golf Club      | Kapellen             | Karen Lunn             |
| 1989                        | Golf du Bercuit              | Graven               | Kitrina Douglas        |
| BMW European Masters        |                              |                      |                        |
| 1990                        | Golf du Bercuit              | Graven               | Karen Lunn             |
| 1991                        | Golf du Bercuit              | Graven               | Corinne Dibnah         |
| 1992                        | Golf du Bercuit              | Graven               | Kitrina Douglas        |
| 1993                        | Golf du Bercuit              | Graven               | Helen Dobson           |
| 1994                        | Golf du Bercuit              | Graven               | Helen Wadsworth        |
| European Masters            |                              |                      |                        |
| 1995                        | Cleydael Golf & Country Club | Aartselaar           | Lora Fairclough        |